# Incident de Chauri Chaura
L'incident de Chauri Chaura a eu lieu le 4 février 1922 à Chauri Chaura (en), dans le district de Gorakhpur, dans la province unie (Uttar Pradesh actuel) en Inde britannique, lorsqu'un grand groupe de manifestants, participant au mouvement de non-coopération, se sont affrontés avec la police, qui a ouvert le feu. En représailles, les manifestants ont attaqué et incendié un poste de police, tuant tous ses occupants. L'incident a entraîné la mort de trois civils et de 22 policiers. Le 11 février 1922, le Mahatma Gandhi, strictement opposé à la violence, stoppa le mouvement de non-coopération au niveau national, conséquence directe de cet incident.

## Contexte
Au début des années 1920, les Indiens, dirigés par le Mahatma Gandhi, étaient engagés dans un mouvement national de non-coopération. Le Congrès national indien a organisé des méthodes non violentes de désobéissance civile connues sous le nom de manifestations de Satyagraha pour contester les mesures réglementaires oppressives du gouvernement telles que la Rowlatt Act, dans le but ultime de swaraj ou d'indépendance.

## Incident
Deux jours avant l'incident, le 2 février 1922, des volontaires participant au mouvement de non-coopération dirigé par un soldat de l'armée à la retraite nommé Bhagwan Ahir, ont protesté contre les prix élevés des denrées alimentaires et la vente d'alcool sur le marché. Les manifestants ont été repoussés par la police locale. Plusieurs dirigeants ont été arrêtés et placés en cellule au poste de police de Chauri Chaura. En réponse à cela, une manifestation contre la police a été convoquée le 4 février, qui se tiendra sur le marché local.
Le 4 février, environ 2 000 à 2 500 manifestants se sont rassemblés et ont commencé à marcher vers le marché de Chauri Chaura. Ils s'étaient rassemblés pour piqueter un magasin d'alcool sur la place du marché. Leur chef a été arrêté, battu et mis en prison. Une partie de la foule s'est rassemblée devant le commissariat de police local en criant des slogans demandant la libération de leur chef. Des policiers armés ont été dépêchés pour contrôler la situation tandis que la foule se dirigeait vers le marché et a commencé à crier des slogans antigouvernementaux. Pour effrayer et disperser la foule, la police a tiré des coups de semonce en l'air. Cela n'a fait qu'agiter la foule qui a commencé à lancer des pierres sur la police.
La situation devenant incontrôlable, le sous-inspecteur indien en charge a ordonné à la police d'ouvrir le feu sur la foule qui avançait, tuant trois personnes et en blessant plusieurs autres. Les rapports varient sur la raison de la retraite de la police, certains suggérant que les agents de police ont manqué de munitions tandis que d'autres ont affirmé que la réaction inattendue de la foule aux coups de feu en était la cause. Dans le chaos qui a suivi, la police, largement en infériorité numérique, s'est réfugiée au chowki (poste de police) pendant que la foule en colère avançait. Enragée par les coups de feu dans leurs rangs, la foule a mis le feu au chowki, tuant tous les policiers indiens et chaprassis (messagers officiels) piégés à l'intérieur. La plupart ont été brûlés vifs, mais plusieurs semblent avoir été tués par la foule à l'entrée du chowki et leurs corps jetés dans le feu. Le décompte des décès est rapporté de diverses manières dans la littérature: 22 ou 23 policiers ont été tués, peut-être en raison du décès ultérieur d'une brûlure supplémentaire.

## Conséquences
En réponse au meurtre de la police, les autorités britanniques ont déclaré la loi martiale dans et autour de Chauri Chaura. Plusieurs descentes ont été menées et des centaines de personnes ont été arrêtées.
Horrifié par l'indignation, Gandhi a fait un jeûne de cinq jours en guise de pénitence pour ce qu'il a perçu comme sa culpabilité dans le bain de sang. En réflexion, Gandhi a estimé qu'il avait agi trop hâtivement en encourageant les gens à se révolter contre le Raj britannique sans insister suffisamment sur l'importance de l'ahinsa (non-violence) et sans former adéquatement les gens à faire preuve de retenue face à l'attaque. Il a décidé que le peuple indien était mal préparé et n'était pas encore prêt à faire le nécessaire pour accéder à l'indépendance. Gandhi a également été arrêté et condamné à six ans d'emprisonnement, mais a ensuite été libéré en février 1924, en raison de sa mauvaise santé.
Le 12 février 1922, le Congrès national indien a stoppé le mouvement de non-coopération au niveau national en conséquence directe de la tragédie de Chauri Chaura.
Nehru et la plupart des travailleurs du Congrès, qui étaient en prison lorsque Gandhi a pris cette décision, ont estimé que c'était une décision hâtive et incorrecte à un moment où la nation s'unissait enfin et s'opposait à la puissance du gouvernement britannique en Inde. Quelques mois après ce retrait, le gouvernement a arrêté Gandhi et l'a mis en prison.

## Procès
Au total, 228 personnes ont été traduites en justice pour "émeutes et incendies criminels" dans le cadre de l'affaire Chauri Chaura. 6 personnes sont décédées pendant leur garde à vue, tandis que 172 ont été condamnées à mort par pendaison à la suite d'une condamnation lors d'un procès qui a duré huit mois.
Une tempête de protestation a éclate au cours des verdicts qui ont été qualifiés d' "assassinats légalisés" par le dirigeant communiste indien Manabendra Nath Roy, qui a appelé à une grève générale des travailleurs indiens.
Le 20 avril 1923, la Haute Cour d'Allahabad a examiné les verdicts de mort; 19 condamnations à mort ont été confirmées et 110 ont été condamnées à la prison à vie, les autres condamnés à de longues peines de prison.

## Mémorial
- Un mémorial aux policiers morts a été consacré par les autorités britanniques en 1923. Après l'indépendance, les mots Jai Hind (en) y ont été ajoutés, ainsi qu'un verset du poète Jagdamba Prasad Mishra rendu célèbre par le poète révolutionnaire Ram Prasad Bismil (en). Le verset se lit comme suit: Shaheedon ki chitaaon par lagenge har baras mele ("Sur les bûchers de martyrs, il y aura des foires chaque année").
- Les habitants du quartier n'ont pas oublié les 19 personnes jugées et exécutées après l'incident de Chauri Chaura. En 1971, ils ont formé une association appelée Chauri Chaura Shaheed Smarak Samiti. En 1973, ce Samiti a construit près du lac à Chauri Chaura un minaret triangulaire de 12,2 mètres de haut de chaque côté duquel une figure est représentée suspendue avec un nœud coulant autour du cou. Le minaret a coûté 13,500 roupies récoltées grâce à des dons populaire.
- Plus tard, un autre minaret (maintenant le principal) a été construit par le gouvernement indien pour honorer les pendus après l'incident. Ce grand mémorial a gravé des noms des personnes exécutées. Une bibliothèque et un musée liés à la lutte pour l'indépendance ont été installés près du mémorial.
- Les chemins de fer indiens ont nommé un train pour honorer ceux qui ont été exécutés après l'incident de Chauri Chaura. Le train s'appelle Chauri Chaura Express (en), qui va de Gorakhpur à Kanpur .